# Thomas Kleine
Thomas Kleine (Wermelskirchen, 28 dicembre 1977) è un allenatore di calcio ed ex calciatore tedesco, di ruolo difensore.

## Carriera
Militò dal 1994 al 1998 nella squadra della sua città, prima di essere acquistato dal Bayer Leverkusen. Giocò fino al 2001 nella squadra riserve senza mai riuscire a guadagnarsi un posto in prima squadra. Debuttò in Bundesliga il 19 dicembre 2001 durante una partita contro il Wolfsburg, terminata con una sconfitta per le aspirine (1-3).
La stagione successiva fece sei partite in Campionato e sette in Champions League.
Dopo quell'annata fu ceduto al Greuther Fürth, club di Zweite Bundesliga, diventando subito un titolare della formazione. Dopo quattro anni, 131 presenze e 13 gol (di cui 9 nell'ultima stagione), il giocatore fu acquistato dall'Hannover 96 e ritornò di fatto in massima divisione. La sua avventura in Bassa Sassonia terminò a gennaio 2008 quando viene ceduto al Borussia Mönchengladbach per 700.000 euro.
Nell'estate del 2010 passa nuovamente al Greuther Furth.

## Palmarès

### Club

#### Competizioni nazionali
- Campionato tedesco di seconda divisione: 2

Borussia Mönchengladbach: 2007-2008
Greuther Fürth: 2011-2012